# Lesní železniční dráha v Muskau

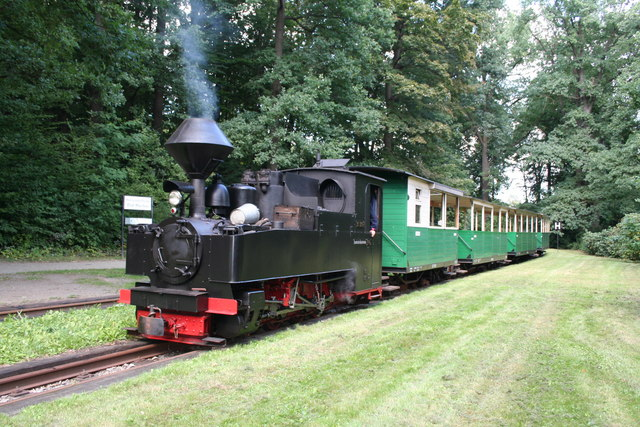
Vlak tažený parní lokomotivou

Lesní železniční dráha v Muskau je úzkorozchodná trať o rozchodu 600 milimetrů spojující saská sídla Weißwasser (Bílá Voda), Kromlau a Bad Muskau (Lázně Muskau) v zemském okrese Zhořelec.

## Historie
Motivem k výstavbě trati byl rozvoj průmyslu v této oblasti na konci 19. století. Toto území patřilo hraběti Heřmanu von Arnimovi a ten nechal roku 1895 vybudovat železnici, jež spojila jeho továrny. Vzniklé úzkorozchodné trati se začalo říkat „Malá hraběcí von Arnimská dráha“ a její síť dosahovala osmdesátikilometrového rozsahu. V polovině 20. století (roku 1951) přešly tyto tratě, které tou dobou tvořily podnik „Lesní železniční dráha Muskau“, pod správu východoněmeckých drah (DR). Postupný rozvoj automobilové dopravy však koncem 70. let toho století zapříčinil rušení úzkorozchodné sítě a k roku 1978 převedení zbývajících tratí na firmu WEM (Lesní železniční dráha).
Od osmdesátých let 20. století se po tratích pořádají pravidelné jízdy pro turisty. Počátkem 90. let téhož století došlo k dobudování sítě tratí a mezi Kromlau a Weisswasserem začaly od roku 1992 jezdit železniční spoje. O tři roky později je následovaly spoje na trati z Weisswasseru do Bad Muskau.
Vlaky po obou provozovaných tratích (tedy z Weisswasseru buď do Kromlau nebo do Bad Muskau) tahají dieselové lokomotivy. Některé vlaky jsou ale tahány jednou ze dvou zachovalých a zrekonstruovaných parních lokomotiv. Ve stanici „Železniční park střed“ byla otevřena výstava historických železničních vozů.